# Alexa Maria Surholt
Alexa Maria Surholt (* 28. Januar 1968 in Erlangen) ist eine deutsche Schauspielerin, Hörfunksprecherin, Sängerin und Moderatorin.

## Leben

### Ausbildung und Theater
Alexa Maria Surholt absolvierte von 1991 bis 1994 ihre Schauspielausbildung an der Maria-Körber-Schule in Berlin. Seit 2000 arbeitet sie mit Teresa Harder als Schauspiel-Coach. Ihr Bühnendebüt gab sie 1992 in Pünktchen und Anton, einer Inszenierung nach Erich Kästner, bei den Westfälischen Kammerspielen in Paderborn. 1993 spielte sie eine Hauptrolle als Teufel beim Fliegenden Theater Berlin in Liebeskonzil. Unter der Regie von Ingolf Lück spielt sie die Titelrolle in Traumfrau Mutter in Hamburg und Dresden. Seit 2011 ist Surholt Mitorganisatorin der V-Monologues, einem jährlichen Projekt, das Gewalt gegen Frauen beenden will, und steht im Rahmen dessen an wechselnden Spielorten auf der Bühne.

### Film und Fernsehen
Surholt gab während ihrer Schauspielausbildung in der ZDF-Familienserie Zwei Münchner in Hamburg ihr Debüt vor der Kamera, wo sie 1993 in sechs Folgen als Kollegin Manuela von Uschi Glas zu sehen war. Es folgten größere und kleinere Rollen in Film und Fernsehen, u. a. 1995 an der Seite von Götz George in Nico Hofmanns Psychothriller Der Sandmann und in den Kinofilmen Ganz und gar (2003) und Sommersturm (2004) von Regisseur Marco Kreuzpaintner. In dem von Ulrich König inszenierten Märchenfilm Rumpelstilzchen aus der Filmreihe Sechs auf einen Streich übernahm Surholt 2009 die Rolle der königlichen Bäckerin Minna. Dani Levy besetzte sie 2016 als Ärztin in der deutsch-schweizerischen Filmkomödie Die Welt der Wunderlichs.
Seit 1995 übernahm Surholt Gastrollen in Fernsehserien wie Für alle Fälle Stefanie, Der Bergdoktor, Unser Charly, Endlich Samstag!, Watzmann ermittelt, Polizeiruf 110 und Tatort. Von 2012 bis 2017 gehörte sie neben Wolke Hegenbarth und Felix Eitner als Kriminalrätin Dr. Gertrud Müller-Dietz zur Stammbesetzung in der ARD-Vorabendkrimiserie Alles Klara, die bis 2013 unter der Dachmarke Heiter bis tödlich gesendet wurde.
Ihren Durchbruch hatte Surholt mit ihrer Rolle als Verwaltungsdirektorin und später kurzzeitige Klinikleiterin Sarah Wilhelmine Marquardt in der ARD-Krankenhausserie In aller Freundschaft, die seit Oktober 1998 im Ersten ausgestrahlt wird. Seit 2015 ist sie in unregelmäßigen Abständen in dem Serienableger In aller Freundschaft – Die jungen Ärzte in ihrer Rolle als Sarah Marquardt als Gastdarstellerin zu sehen. Im April 2018 spielte sie diese Rolle auch in zwei Folgen der ARD-Serie Lindenstraße. 2022 war sie in der dritten Staffel der ZDF-Dramaserie Fritzie – Der Himmel muss warten an der Seite von Tanja Wedhorn zu sehen.

### Sprechtätigkeiten und Arbeiten als Sängerin
Surholt betätigt sich neben ihrer Arbeit vor der Kamera als Sprecherin in der 3sat-Sendereihe nano. Seit 2009 spricht sie beim Deutschlandfunk in der Sendereihe Forschung aktuell die Meldungen aus der Wissenschaft. Gelegentlich ist sie ebenfalls beim Deutschlandfunk mit einem Beitrag im Büchermarkt zu hören. Im September 2022 moderierte sie neben Kim Fisher eine Ausgabe der MDR-Talkshow Riverboat.
Als Sängerin veröffentlichte Surholt mit dem Hamburger Saxofonisten und Komponisten Eberhard Michaely dreizehn deutschsprachige Lieder, die sie mit ihm gemeinsam geschrieben und arrangiert hat.

### Privates
Alexa Maria Surholt lebt in Berlin und Hamburg. Sie heiratete 2016 ihren langjährigen Lebensgefährten. Das Paar hat einen Sohn. Im Oktober 2020 wurde bekannt, dass sie an der Schilddrüsenerkrankung Hashimoto-Thyreoiditis leidet.

## Theater
- 1992: Pünktchen und Anton (Theater Paderborn – Westfälische Kammerspiele)
- 1995: Beowulf (Tourneetheater Landgraf)
- 1997: Ab heute heisst du Sarah (Westfälische Kammerspiele Paderborn)
- 2003: Traumfrau Mutter (Kulturarena Berlin)
- 2004: Die süßesten Früchte (Komödie am Kurfürstendamm)
- 2007: Die süßesten Früchte (Comödie Dresden)

## Filmografie

### Spielfilme
- 1995: Der Sandmann
- 1996: Du bist nicht allein – Die Roy Black Story
- 2000: Mutter wider Willen
- 2003: Ganz und gar (Kino)
- 2004: Sommersturm (Kino)
- 2009: Rumpelstilzchen
- 2016: Die Welt der Wunderlichs (Kino)

### Fernsehserien und -reihen
- 1992: Zwei Münchner in Hamburg (6 Folgen)
- 1992: Für alle Fälle Stefanie (Folge Freitod)
- 1996: Ein Bayer auf Rügen (Folge Unter weißen Segeln)
- 1997: Der Bergdoktor (Folge Verwirrung der Gefühle)
- seit 1998: In aller Freundschaft
- 2001: Polizeiruf 110: Jugendwahn
- 2001: Unser Charly (3 Folgen)
- 2003: Edel & Starck (Folge Das Geschäft mit der Liebe)
- 2006: Papa Bulle (2 Folgen)
- 2006: Tatort: Liebe macht blind
- 2007: R. I. S. – Die Sprache der Toten (2 Folgen)
- 2008: Endlich Samstag! (Folge Die Model-Falle)
- 2011: In aller Freundschaft: Was wirklich zählt (Serienspecial)
- 2012–2017: Heiter bis tödlich: Alles Klara (48 Folgen)
- 2013: In aller Freundschaft: Bis zur letzten Sekunde (Serienspecial)
- 2014: SOKO Stuttgart (Folge Abschied)
- 2014: Heiter bis tödlich: Hauptstadtrevier (Folge Bretter, die die Welt bedeuten)
- seit 2015: In aller Freundschaft – Die jungen Ärzte (19 Folgen)
- 2017: Löwenzahn (Folge Flöhe – Das wilde Jucken)
- 2018: Lindenstraße (Folgen Neyla und Klaus; Das Enkelkind)
- 2018: Tatort: Ich töte niemand
- 2018: In aller Freundschaft: Zwei Herzen (Serienspecial)
- 2021: Watzmann ermittelt (Folge Schein und Sein)
- 2022: Fritzie – Der Himmel muss warten (2 Folgen)

## Hörspiele
- 2016: Heiko Daniels: STYLITES – 37 Jahre / 18 Meter – Das Leben des Säulenheiligen Symeon Stylites des Älteren. Eine Hagiophonie. (Hessischer Rundfunk (hr2), Regie: Alexander Schuhmacher)